# Предменструални синдром
Предменструални синдром (ПМС) који се често назива и промена расположења код жена пре менструације, је група симптома и знакова који се периодично јављају у виду главобоље, несанице, депресије, непријатних сензација у срцу, губитка даха, повишена телесне температуре непосредно пре менструације са њеним почетком, од опадања, до потпуног повлачења. Према томе ПМС представља сложен скуп атрибута који се могу јавити у већине жена на крају менструалног циклуса (значи неколико дана пре менструације). На основу статистичких података, од њега пати 50—80% жена, углавном у репродуктивном добу (од 20 до 40 година старости). Много мање је изражен код девојчица у време прве менструације, а ређе се јавља код жена у пременопаузи.

## Епидемиологија
Учесталост предменструалног синдрома у потпуности зависи од старости жене и креће се, на глобалном нивоу, од 25% до 90%. Мада су описани и случајеви када је пременструални синдром примећен код дјевојчица одмах након прве менструације.
Старосна дистрибуција ПМС
- У доби од 19 до 29 година, ПМС се јавља код 20% жена,
- У доби од 30 до 39 година синдром се јавља код сваке друге жене.
- Након 40 година старости ПМС достиже учесталост од 55%.

### Фактори ризика
Улога у испољавању симптома могу да потенцирају следећи фактори ризика:
- Циклични покретачи, попут порођаја и абортуса, нервни и стресогени поремећаји, и инфективне болести.
- Емоционална лабилност и/или интелектуално напрезање
- Повишена телесна маса
- Трауматски стресни догађај
- Хроничне болести — које код жена са оштећеним кардиоваскуларним и/или централним нервним системом , гастроинтестиналним тракомт, што се може се посматрати кроз нарушен циклус овулације који је карактеристичан за кретање јајне ћелија од јајника до телесне шупљине, или ановулациони циклус у коме нема стварања јајне ћелије.[6][7][8][9]

## Етиопатогенеза
Иако је етиологија и даље неизвесна, она се врти око месечног циклуса који се одиграва у јајницима (оваријални циклус) на шта упућује одсуством ПМС пре пубертета, током трудноће и након менопаузе.
Бројне студије, до данас, које су покушале да идентификују тачне узроке предменструалног синдрома, у томе нису успеле и резултовале су бројним теоријама о пореклу ПМС, међу којима су најзначајније:
Теорија „тровање водом”
По овој теорији ПМС настаје као реакција на нарушен метаболизмом воде и соли, што има за полседицу задржавање течности у телу жене. Гомилање течности узроковано је неуроендокриним поремећајима, на пример, променом у „ренин—ангиотензин—алдостерон систему”. Наиме повећано лучење адренокортикотропог хормона у хипофизи је под утицајем стреса, а високи ниво хормона серотонина и ангиотензин II утиче на повећано стварање алдостерона. Ангиотензиноген, се заузврат, лучи у јетри под утицајем естрогена, док је ренин ензим који конвертује ангиотензиноген у ангиотензин.
Теорија алергијске реакција
За коју се сматра да је изазвана појачаном осетљивошћу на ендогени прогестерон. То је могуће доказати уз помоћ позитивног интрадермалног теста са сексуалним стероидним хормонима у лутеалној фази менструалног циклуса.
Теорија психосоматског поремећаја
Хормонална теорија.
До сада је ова теорија прихваћена као најкомплетније тумачење, према коме се сматра да су симптоме ПМС изазвани флуктуацијом нивоа сексуалних хормона у другој фази менструалног циклуса. Ова теорија произашла је из чињенице да је за нормално и складно функционисање женског тела, неопходна равнотежа сексуалних хормона јер:
- Естрогени — регулишу физичко и ментално здравље, побољшавају пажњу, креативност, брзину асимилације информација, способност учења.
- Прогестерон — који у вишку има седативни ефекат, и може довести до појаве депресивних симптома у другој фази менструалног циклуса.
- Андроген — који утиче на либидо, повећава енергију и радни капацитет.

Током друге фазе менструалног циклуса, хормонски статус жене се мења, и зато према овој теорији настаје ПМС због „неадекватног" одговора организма, и дела мозга (одговораног за емоције и понашање) на цикличне хормонске промене које су често наследне.
Тренутно су две теорије доминантне и изгледају међусобно повезане.
- Прва теорија сугерише да су неке жене осетљивије на прогестерон и прогестоген, будући да су серумске концентрације естрогеног и прогестерона исте код оних са ПМС-ом, или без њега.
- Друга теорија имплицира неуротрансмитере, серотонин и ц-аминобутерну киселину (ГАБА), као главне механизме. На то указује чињеница да се серотонински рецептори одазивају на дејство естроген и прогестерон, а селективно реагују на серотонин што доказује смањење симптома ПМС-а. ГАБА нивои се модулишу путем метаболита прогестерона, алопрогнанолона, што код код жена са ПМС смањује ниво алопрегналона.

## Клиничка слика
Према клиничким резултатима добијеним на основу истраживачких студије, међу којима је и она публикованим у Британском медицинском журналу, 95% жена има понеки симптом, а 5% њих пати од више симптома. Већина жена жали се на ове симптоме:
- Осећање безнадежности, кривице, беса, анксиозности,
- необјашњиви плач,
- привремена недруштвеност, избегавање познанства и одбијање позива,
- отежана концентрација,
- осећај замора,
- напад глади,
- главобоља,
- надимање и поремећај столице,
- напетост и/или бол у дојкама.
- бол у мишићима и болови у зглобовима,
- повећан број мокрења,
- палпитације, поремећај срчаног ритма и/или крвног притиска,
- промене сексуалног понашања, губитак жеље и недостатак интереса за секс.

Неке пацијенткиње се жале и на проблеме са равнотежом и депресивне су, али само недељу дана месечно, после овулације.

## Дијагноза
Не постоји посебан тест који одређује предменструални синдром, па се зато у дијагностици користе следеће методе:
- Детаљна анамнеза и историја болести
- Свеукупни физикални преглед
- Физички тестови
- Психијатријска процена (у неким случајевима)
- Присуство увећане вредности ли и дефицит минерала
- Тест крви (ради елиминације других болести).

## Терапија
Главни циљ лечења предменструалног синдрома је нормализација функција једног од можданих региона - хипоталамуса, као и елиминација пратећих женских болести, инфекција и токсикозе.
Будући да узроци болести нису у потпуности схваћени, лечење ПМС заснива се на ублажавању симптома: фармакотерапија и хигијенско-дијететски начин живота.
Медикаментна терапија
Од медикамената уз анксиозност, несаницу и друге психолошке симптоме, лекар може да преписује антидепресиве, а за појаву отока или других знакова задржавања течности и диуретике, које треба почети узимати 5-7 дана пре почетка менструације.
Највећи број жена за ублажавање ПМС користи антидепресиве. Међутим терапија антидепресивима често има и нежељена дејства и ризична је тако да би је требало пажљиво примењивати само у тежим случајевима. Ниске дозе антидепресива које се узимају само у тим данима, када жена може испољити агресивност, не могу да изазову зависност, а могу да отклоне нежељене симптоме.
У неким случајевима, гинеколог може прописати прогестерон и друге хормоне, на пример контрацептивна средства.
Хигијенско-дијететски режим живота
У смерницама се препоручује да лекари прво дају савете пацијенткињама да се баве рекреацијом и да држе дијету – пију напитке без кофеина, једу храну богату угљеним хидратима и уносе у организам што мање шећера. На тај начин ће смањити стрес пре прописивања антидепресива.
Поједини лекари такође тврде да витамин Бе 6 (у дневној дози од 50 до 100 милиграма) добро делује против симптома депресије у ПМС.
Уместо антидепресивима такође се саветује и терапија разговором, биофидбек терапија.
Многе жене кажу да су им помогле акупунктура и рефлексологија и да, упркос томе што су научни докази слаби, оне више не пате од ПМС.

## Последице
ПМС може да „уништи” живот, и „урнише” жени каријеру јер током ових дана она није у стању да се концентрише на послу, а може и да доведе до разлаза у вези са другим особама. Има и случајева у којима је ПМС узрочник насиља или неприлагођеног понашања, па су многе жене пронашле начин како да себи, али и околини олакшају живот током тих дана. Ево примера Лауре Бинс из Енглеске која три дана месечно не одлази у канцеларију, већ посао обавља код куће:
У тим данима сам у стању да убијем неког. Имам 42 године и сама сам, јер су моји ПМС симптоми утицали на моје претходне везе. Вређам, насилна сам према људима, трудим се да их понизим. Ништа не доводи до тога, просто се пробудим у таквом расположењу, а смирим се кад ми почне период. Све док нисам почела да читам о ПМС-у, мислила сам да сам деструктивна особа – рекла је она и закључила...потребно је да се о томе говори да би оне жене које пате од ових симптома схватиле да то није њихова кривица.